# Byram Center
Byram Center es un lugar designado por el censo ubicado en el condado de Sussex en el estado estadounidense de Nueva Jersey. En el año 2010 tenía una población de 146 habitantes.

## Geografía
Byram Center se encuentra ubicado en las coordenadas 40°56′47.23″N 74°43′19.69″O / 40.9464528, -74.7221361.